# Penser après Auschwitz
Penser après Auschwitz est une œuvre d'Emil Fackenheim publiée aux éditions du Cerf en 1986. Le livre reprend trois conférences données par l'auteur en 1968 à l'université de New York. Elles sont dédiées à Elie Wiesel.

## Résumé

### Première conférence
La première conférence, intitulée, La Structure de l'expérience juive s'intéresse à la présence de Dieu dans l'histoire.
Fackenheim pense qu'« une telle présence (si elle existe) doit avoir des applications universelles. Mais ses implications ne sont manifestes que dans le particulier. » (p. 35). Lors de la sortie d'Égypte et au Sinaï, la présence divine a été à la fois salvatrice et prescriptive, provoquant terreur et joie chez l'homme.
Comme Dieu est infini, le fait qu'Il soit intervenu à un moment de l'histoire des Juifs montre qu'Il est le Dieu de toute l'histoire.
Il est présent dans l'histoire.
Mais dans la pensée juive Dieu ne se manifeste pas comme destin. Il existe une tension dialectique entre la Puissance divine et la liberté humaine.
Traditionnellement, lors des temps de catastrophes, « les rabbins disaient que Dieu se dissimulait ». (p. 65). Quand le second Temple fut détruit par les Romains, quand Jérusalem devint une ville païenne après l'échec de la révolte de Bar Kokhba, ils pensèrent que Dieu se lamentait avec son peuple, comme s'Il se lamentait de sa propre décision. Mais Dieu est resté présent dans l'histoire à travers la promesse du retour en Terre promise.

### Deuxième conférence
La deuxième conférence a pour thème Le Défi du sécularisme moderne.
Fackenheim estime que la pensée moderne et le sécularisme ne peuvent pas réfuter la conviction d'une présence de Dieu dans l'histoire juive, mais seulement la contredire.
Quant à la question de la « mort de Dieu », elle est étrangère au judaïsme.
Il montre ensuite que la singularité juive (peuple élu, témoin de la présence divine) a été un objet de scandale dès l'Antiquité. Elle est aussi niée par la pensée moderne qui prêche l'avènement de l'Homme universel et demande aux juifs de se fondre dans l'humanité en général sans particularisme religieux ou culturel, idéal auquel adhère la gauche juive. Cette attitude est assimilée à un suicide collectif des juifs par Fackenheim. De plus, « on ne voit pas comment un juif de l'époque d'Auschwitz [...] pourrait placer son attente messianique dans le monde séculier moderne. » (p. 115)

### Troisième conférence
La troisième conférence est intitulée La Voix prescriptive d'Auschwitz.
Elle commence par l'affirmation que la Shoah n'a pas d'équivalent dans toute l'histoire juive, même si l'antisémitisme chrétien a largement préparé le terrain à l'antisémitisme racial hitlérien. Pour certains cela signifie que le Dieu de l'histoire est mort.
Fackenheim s'interroge sur le silence des théologiens juifs devant la Shoah. Les rabbins ne peuvent plus comme dans les temps anciens expliquer la catastrophe par la culpabilité des juifs vis-à-vis de Dieu. Un million d'enfants a été tué. Les communautés religieuses de l'Est ont été les plus durement touchées. De plus, les victimes ont péri parce que leurs arrière-grands-parents avaient choisi d'élever leurs enfants dans le judaïsme. Il n'y a pas non plus de martyr car, à Auschwitz, il n'y avait pas de choix pour les Juifs. « Auschwitz est la tentative suprême, la tentative la plus diabolique qui ait jamais été faite, pour anéantir le martyr lui-même ou, faute de pouvoir y réussir, de dépouiller la mort, à commencer par le martyre, de sa dignité. »(p. 130-31). Dieu semble avoir été frappé d'impuissance à Auschwitz. La Shoah pose la question d'une impossibilité à croire en l'espérance, d'une rupture définitive avec le Dieu de l'histoire.
Pourtant le juif séculier, victime lui aussi de la Shoah se trouve lui aussi dans une situation nouvelle. Alors qu'il voulait se fondre dans la masse, il se trouve dans l'obligation morale d'affirmer sa judéité, seule manière de « s'opposer aux démons d'Auschwitz ».
En affirmant leurs judéité, séculiers et religieux affirment leur humanité et l'humanité de toute homme.
La « voix d'Auschwitz » commande ainsi aux juifs de survivre en tant que juif pour ne pas donner à Hitler une victoire posthume. D'une certaine manière, elle commande aux juifs de s'unir. Ils doivent aussi se souvenir des victimes « de peur que périsse leur mémoire » et malgré tout, ne pas désespérer du monde. Enfin, la voix d'Auschwitz donne aux juifs le droit de vivre en tant que peuple. Toutes ses injonctions sont parfois contradictoires. Le poids d'un deuil inconsolable s'oppose à la volonté de vivre.
Le discours de Fackenheim plonge aussi dans l'actualité d'Israël (il écrit en 1969). Revenant sur la guerre des Six Jours de 1967 et le conquêtes de la Cisjordanie et de la bande de Gaza, il les justifie au nom du droit à Israël de vivre et de ne pas se laisser tuer par ses ennemis, autre injonction de la Voix d'Auschwitz.
La victoire totale alors qu'Israël était menacé d'annihilation a montré aux juifs la possibilité de continuer à vivre même après Auschwitz.
Le Seder de Pessah a intégré une prière mémorielle pour tous ceux qui ont péri, mais aussi le chant des résistants du ghetto de Varsovie : « Nos pas le confirment, nous sommes toujours là. » Pour Fackenheim, ces paroles sonnent comme un défi, une proclamation en l'existence du peuple juif, malgré Auschwitz.